# 施洗約翰教堂 (耶路撒冷)

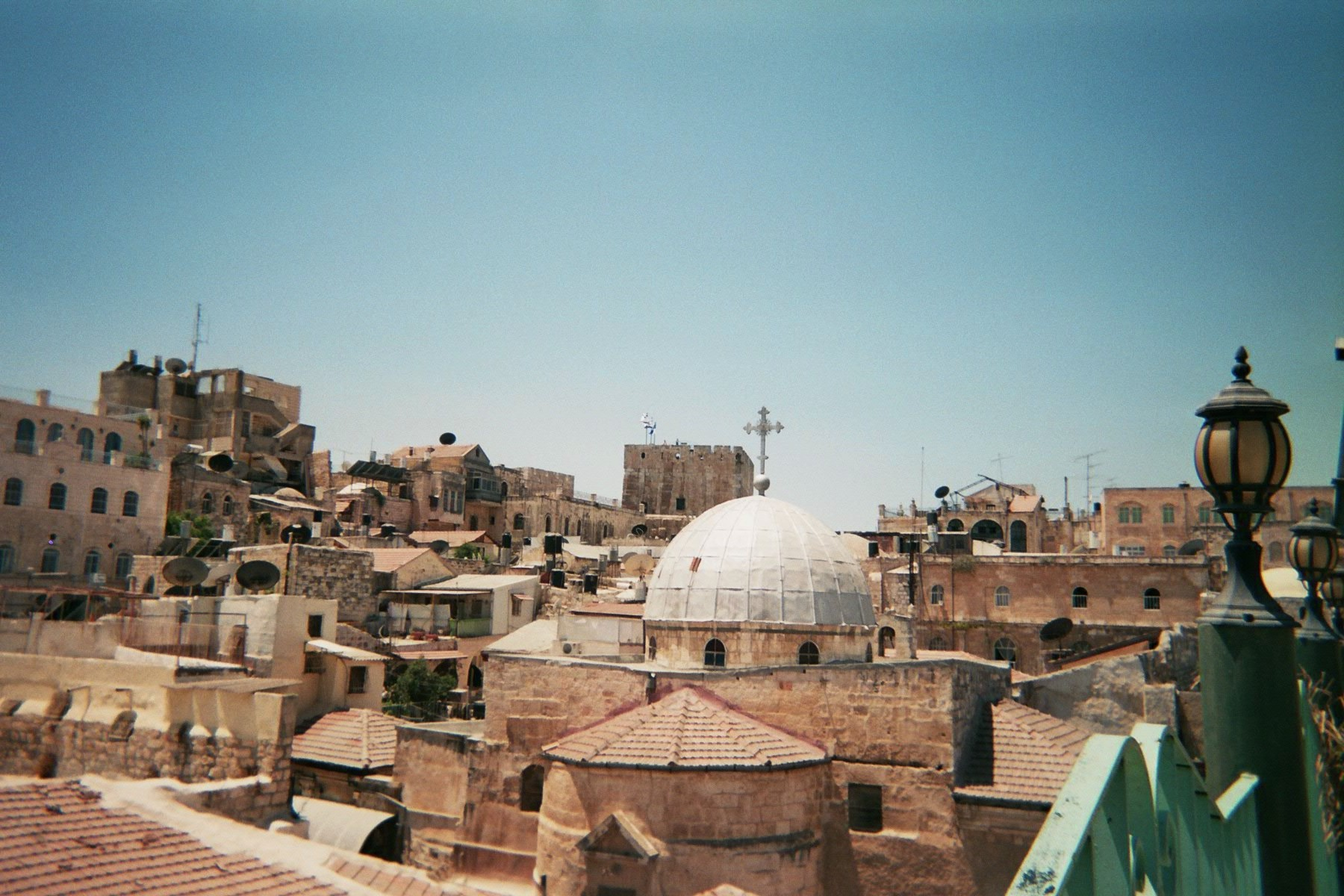
施洗約翰教堂

施洗約翰教堂（Church of Saint John the Baptist）是以色列耶路撒冷基督徒區的一座希臘正教會的教堂。這座教堂地上建築的部分歷史可以追溯至11世紀，而地下墓穴的歷史則起源於羅馬後期或拜占庭時期。
31°46′37″N 35°13′46″E / 31.7769°N 35.2294°E